# پلودوسووخوز
پلودوسووخوز (به لاتین: Plodosovkhoz) یک منطقهٔ مسکونی در روسیه است که در سرزمین آلتای واقع شده‌است.